# 루치야 폴라우데르
루치야 폴라우데르(슬로베니아어: Lucija Polavder, 1984년 12월 15일~)는 슬로베니아의 전직 유도 선수이다. 2008년 하계 올림픽에서 여자 하프헤비급 동메달을 획득했으며, 세계 선수권 대회에서 동메달 1개를 획득했다.